# Olivancillaria carcellesi
Olivancillaria carcellesi es una especie de caracol de mar, un molusco gasterópodo marino de la familia Olividae. Fue descrita por primera vez por el investigador uruguayo M. Klappenbach. 

## Descripción
La longitud de la concha varía de 25 mm a 5 5mm.

## Distribución
Esta especie se encuentra en el Océano Atlántico, en Brasil, Uruguay y Argentina.